# Адамовичі (Молодечненський район)
Адамовичі (біл. вёска Адамавічы) — село в складі Молодечненського району Мінської області, Білорусь. Село підпорядковане Тюрлівській сільській раді, розташоване в західній частині області.